# Elitserien 1983/84
Die Elitserien-Saison 1983/84 war die neunte Spielzeit der schwedischen Elitserien. Schwedischer Meister wurde zum siebten Mal in der Vereinsgeschichte der AIK Solna, während MoDO AIK und Västra Frölunda IF in die zweite Liga abstiegen.

## Reguläre Saison

### Modus
Die zehn Mannschaften der Elitserien spielten zunächst in 36 Saisonspielen gegeneinander. Während sich die ersten vier Mannschaften für die Play-offs qualifizierten, stieg der Letztplatzierte direkt in die Division I ab und der Vorletzte musste in der Kvalserien um den Klassenerhalt gegen die besten Zweitligisten antreten. Für einen Sieg erhielt jede Mannschaft zwei Punkte, bei einem Unentschieden gab es ein Punkt und bei einer Niederlage null Punkte.

### Abschlusstabelle
|     | Klub               | Sp | S  | U  | N  | T   | GT  | Punkte |
| --- | ------------------ | -- | -- | -- | -- | --- | --- | ------ |
| 1.  | AIK Solna          | 36 | 19 | 6  | 11 | 141 | 114 | 44     |
| 2.  | Djurgårdens IF     | 36 | 18 | 5  | 13 | 144 | 123 | 41     |
| 3.  | IF Björklöven      | 36 | 15 | 10 | 11 | 140 | 121 | 40     |
| 4.  | Södertälje SK      | 36 | 17 | 6  | 13 | 157 | 154 | 40     |
| 5.  | Färjestad BK       | 36 | 16 | 6  | 14 | 130 | 134 | 38     |
| 6.  | Skellefteå AIK     | 36 | 15 | 5  | 16 | 132 | 122 | 35     |
| 7   | Leksands IF        | 36 | 14 | 7  | 15 | 147 | 140 | 35     |
| 8.  | Brynäs IF          | 36 | 12 | 8  | 16 | 140 | 140 | 32     |
| 9.  | MoDo AIK           | 36 | 12 | 7  | 17 | 131 | 148 | 31     |
| 10. | Västra Frölunda IF | 36 | 8  | 8  | 20 | 129 | 195 | 24     |

Sp = Spiele, S = Siege, U = unentschieden, N = Niederlagen, OTS = Overtime-Siege, OTN = Overtime-Niederlage, SOS = Penalty-Siege, SON = Penalty-Niederlage

## Play-offs
Die Halbfinale wurde im Modus „Best-of-Three“, das Finale im Modus „Best-of-Five“ ausgetragen.

### Turnierbaum
|  | Halbfinale | Halbfinale     | Halbfinale |  |  | Finale | Finale         | Finale |
|  |            |                |            |  |  |        |                |        |
|  |            |                |            |  |  |        |                |        |
|  | 1          | AIK Solna      | 2          |  |  |        |                |        |
|  | 4          | Södertälje SK  | 1          |  |  |        |                |        |
|  |            |                |            |  |  | 1      | AIK Solna      | 3      |
|  |            |                |            |  |  | 2      | Djurgårdens IF | 0      |
|  | 2          | Djurgårdens IF | 2          |  |  |        |                |        |
|  | 3          | IF Björklöven  | 1          |  |  |        |                |        |
|  |            |                |            |  |  |        |                |        |

### Schwedischer Meister
| Schwedischer Meister AIK Solna | Torhüter: Peter Åslin, Gunnar Leidborg Verteidiger: Mats Alba, Hans Cederholm, Bo Ericson, Björn Hellman, Tomas Nord, Mats Thelin, Anders Wallin Angreifer: Per-Erik Eklund, Jan Ericson, Rolf Ericsson, Peter Gradin, Mats Hessel, Leif Holmgren, Ulf Isaksson, Tommy Lehmann, Roger Lindström, Per Martinelle, Hans Norberg, Mats Ulander, Michael Wikström Cheftrainer: Per Bäckman |

## All-Star-Team
| Tor          | Rolf Ridderwall (Djurgården)  | Rolf Ridderwall (Djurgården)  | Rolf Ridderwall (Djurgården)  | Rolf Ridderwall (Djurgården) | Rolf Ridderwall (Djurgården) | Rolf Ridderwall (Djurgården) |
| Verteidigung | Anders Eldebrink (Södertälje) | Anders Eldebrink (Södertälje) | Anders Eldebrink (Södertälje) | Michael Thelvén (Djurgården) | Michael Thelvén (Djurgården) | Michael Thelvén (Djurgården) |
| Sturm        | Peter Gradin (AIK)            | Peter Gradin (AIK)            | Per-Erik Eklund (AIK)         | Per-Erik Eklund (AIK)        | Jens Öhling (Djurgården)     | Jens Öhling (Djurgården)     |

## Auszeichnungen
- Guldpucken (bester schwedischer Spieler) – Per-Erik Eklund, AIK Solna
- Bester Torjäger – Kenneth Andersson, Brynäs IF
- SICO:s guldpipa (bester Schiedsrichter) - Lars Henriksson